# Яковлєв Максим Михайлович
Максим Михайлович Яковлєв (16 травня 1979, м. Челябінськ, СРСР) — білоруський хокеїст, нападник.

## З життєпису
Хокеєм почав займатися у 1986 році у СДЮШОР «Трактор» (перший тренер — В. Ф. Рякін). Вихованець хокейної школи «Трактор» (Челябінськ). Виступав за «Полімір» (Новополоцьк), «Іжсталь» (Іжевськ), «Хімволокно» (Могильов), «Хімік-СКА» (Новополоцьк), «Газовик» (Тюмень) і «Беркут» (Київ). В Східноєвропейській хокейній лізі і чемпіонату Бідорусі провів 377 матчів (85+83), у чемпіонаті України — 7 ігор.